# Mette Kunøe
Mette Kunøe (født 5. november 1937 i Odense) er en dansk sprogforsker og kvinderettighedsforkæmper.

## Familie og tidlige liv
Mette Kunøe er datter af landsretssagfører Hans Jørgen Jakobsen Kunøe og Yelva Sevilla Petersen. Hun  har en lillesøster. Som barn var hun blå spejder og interesseret i musik og maleri. Bøger og læsning fyldte dog mest, og hun læste inden hun kom i skole. Derudover skrev hun bogen Spilopmagerne (udgivet 1949) da hun var otte år.

## Uddannelse og karriere
I 1956 blev Kunøe student fra Odense Katedralskole. Samme år begyndte hun at læse til cand.mag. med dansk hovedfag og tysk bifag ved Århus Universitet, efter at hendes far havde frårådet hende at læse jura som kvinde. Hun fik Århus Universitets guldmedalje i 1961. Uddannelsen blev færdiggjort i 1964 efter udlandsophold i Tübingen (1959-60), Stockholm og München.
Derefter var hun 1964-1966 dansk lektor i Bonn og Köln. Hun blev amanuensis tilbage i Århus ved Institut for Nordisk Sprog og Litteratur, men var på dette tidspunkt gravid uden at være gift og fødte en datter i 1967. Hun blev ikke behandlet godt i denne situation og blev efterfølgende aktiv i kvindebevægelsen fra 1970. Hun blev medlem af Socialistisk Folkeparti i 1972 og organiserede deres kvindelandsmøder, kvindegrupper inkl. formuleringen af SF's daværende kønskvoter.  I 1976-1980 var hun medlem af SF's hovedbestyrelse.
På instituttet ved Århus Universitet var hun i 30 år den eneste kvinde med fastansættelse. Her blev hun på et tidspunkt lektor og institutleder. I 1978-1986 blev hun medlem af Statens Humanistiske Forskningsråd som den anden kvinde nogensinde (efter Eli Fischer-Jørgensen), hvor hun støttede kvindeforskningen. I 2002 blev der udgivet et festskrift i anledning af hendes 65-års-fødselsdag. Hun stoppede som lektor i 2005.

## Råd, nævn og udvalg
Sideløbende var Mette Kunøe også aktiv i Samarbejdet Arbejdere-Akademikere i 1973-1975, Dansk Sprognævn i 1988-1993, medlem af Den Nordiske Referencegruppe for Kvindeforskning under Nordisk Ministerråd i 1990-92, bestyrelsen for KVINFO 1987-1995 (fra 1992 som forkvinde) samt det Humanitiske Fakultetsråd ved Århus Universitet og Det Humanistiske Fakultets ph.d.-udvalg.